# 工程局、机器局、屯煤所、鱼雷修理厂
工程局、机器局、屯煤所、鱼雷修理厂，位于山东省威海市环翠区刘公岛，为全国重点文物保护单位“刘公岛甲午战争纪念地”之一。现隶属中国甲午战争博物馆。

## 历史
1881年，北洋海军舰队临时驻泊威海湾，为方便舰船的水、煤供给与设备维护，于同年修建了“工程局、机器局、屯煤所、鱼雷修理厂”，至今保存完好。这组建筑集中在刘公岛西端的铁码头北侧及西侧。其中“机器局”又称“机器厂”，同时因方位而俗称“西局子”。机器局西侧、麻井子船坞南侧，原先是刘公岛练勇学堂，该学堂现已无存。1881年，李鸿章将北洋海防鱼雷营设在威海卫，由刘含芳负责操练；又因北洋舰队常来这里操防停靠，所以在刘公岛设屯煤所和机器厂。威海卫鱼雷局、刘公岛机器厂、屯煤厂这3项工程设施，在海防经费报销中综合为一项，1881年同时建成。当时在威海卫金线顶山下建造鱼雷厂库、学堂房屋、石围墙、码头、泊岸。1884年鱼雷营移驻旅顺，威海卫仅设鱼雷厂，承担鱼雷艇的日常维护。
1988年“工程局、机器局、屯煤所、鱼雷修理厂”作为“刘公岛甲午战争纪念地”之一被公布为全国重点文物保护单位。根据刘公岛风景区总体规划，“工程局、机器局、屯煤所、鱼雷修理厂”的保护范围是：“北侧，北围墙外缘一线，与刘公岛水师学堂保护范围南线重合。西侧，西围墙外缘线向西至船坞路之南北线，与麻井子船坞保护范围东线重合。 南侧（丁公路方面），南墙外缘向南4米至丁公路中线之东西线，与铁码头范围北线重合。东侧，屯煤所东围墙外缘向东9米，北端与丁汝昌寓所保护范围的西线重合。”